# Elezioni parlamentari in Australia del 2016
Le elezioni parlamentari in Australia del 2016 si tennero 2 luglio per il rinnovo del Parlamento federale (Camera dei rappresentanti e Senato). In seguito all'esito elettorale, Malcolm Turnbull, espressione del Partito Liberale d'Australia, divenne Primo ministro.

## Risultati

### Camera dei rappresentanti
| Liste                                     | Voti       | %     | Seggi |
| ----------------------------------------- | ---------- | ----- | ----- |
| Partito Laburista Australiano             | 4 702 296  | 34,73 | 69    |
| Partito Liberale d'Australia              | 3 882 905  | 28,67 | 45    |
| Verdi Australiani                         | 1 385 650  | 10,23 | 1     |
| Partito Nazionale Liberale del Queensland | 1 153 736  | 8,52  | 21    |
| Partito Nazionale d'Australia             | 624 555    | 4,61  | 10    |
| Nick Xenophon Team                        | 250 333    | 1,85  | 1     |
| Family First Party                        | 201 222    | 1,49  | –     |
| Partito Democratico Cristiano             | 178 026    | 1,31  | –     |
| One Nation                                | 175 020    | 1,29  | –     |
| Animal Justice Party                      | 94 516     | 0,70  | –     |
| Katter's Australian Party                 | 72 879     | 0,54  | 1     |
| Rise Up Australia Party                   | 68 418     | 0,51  | –     |
| Partito Liberal Democratico               | 66 261     | 0,49  | –     |
| Cristiani Australiani                     | 43 150     | 0,32  | –     |
| Country Liberal Party                     | 32 409     | 0,24  | –     |
| Australian Liberty Alliance               | 25 337     | 0,19  | –     |
| Drug Law Reform                           | 20 350     | 0,15  | –     |
| Partito della Giustizia                   | 16 885     | 0,12  | –     |
| Cacciatori, Pescatori e Agricoltori       | 15 477     | 0,11  | –     |
| Altri <15.000 voti                        | 148 006    | 1,09  | –     |
| Indipendenti                              | 380 712    | 2,81  | 2     |
| Non affliati                              | 2 958      | 0,02  | –     |
| Totale                                    | 13 541 101 | 100   | 150   |

- Two-party-preferred vote

| Liste                                                 | Voti       | %     | Seggi |
| ----------------------------------------------------- | ---------- | ----- | ----- |
| Coalizione Liberale-Nazionale (LPA - LNP - NPA - CLP) | 6 818 824  | 50,36 | 76    |
| Partito Laburista Australiano                         | 6 722 277  | 49,64 | 69    |
| Totale                                                | 13 541 101 | 100   | 145   |

### Senato
- Double dissolution: sono stati rinnovati tutti i seggi del Senato

| Liste                                     | Voti       | %     | Seggi |
| ----------------------------------------- | ---------- | ----- | ----- |
| Partito Laburista Australiano             | 4 123 084  | 29,79 | 26    |
| Coalizione Liberale/Nazionale             | 2 769 426  | 20,01 | 10    |
| Verdi Australiani                         | 1 197 657  | 8,65  | 9     |
| Partito Liberale d'Australia              | 1 066 579  | 7,71  | 14    |
| Partito Nazionale Liberale del Queensland | 960 467    | 6,94  | 5     |
| One Nation                                | 593 013    | 4,29  | 4     |
| Nick Xenophon Team                        | 456 369    | 3,30  | 3     |
| Partito Liberal Democratico               | 298 915    | 2,16  | 1     |
| Partito della Giustizia                   | 266 607    | 1,93  | 1     |
| Cacciatori, Pescatori e Agricoltori       | 192 923    | 1,39  | –     |
| Family First Party                        | 191 112    | 1,38  | 1     |
| Partito Democratico Cristiano             | 162 155    | 1,17  | –     |
| Animal Justice Party                      | 159 373    | 1,15  | –     |
| Australian Liberty Alliance               | 102 982    | 0,74  | –     |
| Partito Laburista Democratico             | 94 510     | 0,68  | –     |
| Australian Sex Party                      | 94 262     | 0,68  | –     |
| Health Australia Party                    | 85 233     | 0,62  | –     |
| Sex Party/Help End Marijuana Prohibition  | 76 744     | 0,55  | –     |
| Jacqui Lambie Network                     | 69 074     | 0,50  | 1     |
| Altri <0,50%                              | 853 135    | 6,16  | 1     |
| Indipendenti                              | 25 280     | 0,18  | –     |
| Totale                                    | 13 838 900 | 100   | 76    |